# Internationale Cricket-Saison 1933
Die internationale Cricket-Saison 1933 fand zwischen Mai 1933 und September 1933 statt. Als Sommersaison wurden vorwiegend Heimspiele der Mannschaften aus Europa ausgetragen.

## Überblick

### Internationale Touren
| Beginn        | Heimteam | Auswärtsteam | Resultate | Artikel |
| Beginn        | Heimteam | Auswärtsteam | Test      | Artikel |
| ------------- | -------- | ------------ | --------- | ------- |
| 24. Juni 1933 | England  | West Indies  | 2–0 [3]   | Artikel |

## Nationale Meisterschaften
Aufgeführt sind die nationalen Meisterschaften der Full Member des ICC.
| Land    | First-Class              |
| ------- | ------------------------ |
| England | County Championship 1933 |